# فرودگاه پالانان
 فرودگاه پالانان (به انگلیسی: Palanan Airport) (به زبان بومی: Paliparan ng Palanan) یک فرودگاه همگانی با کد یاتا PAL است . این فرودگاه در کشور فیلیپین قرار دارد و در ارتفاع ۵۰ متری از سطح دریا واقع شده است.